# Jean-Marie Guénois
Jean-Marie Guénois est un vaticaniste et journaliste français spécialisé dans les questions religieuses internationales, rédacteur en chef pour le quotidien Le Figaro.

## Biographie
Jean-Marie Guénois est un spécialiste du Vatican.
Il a fondé l'agence de presse I.Media à Rome lorsqu'il y résidait de 1989 à 1998. Pendant cette période il a beaucoup voyagé. L’agence est aujourd’hui la propriété du groupe Média-Participations dirigé par Vincent Montagne. Il a également collaboré à la revue 30Giorni spécialisée dans les questions religieuses internationales.
Il a été chef du service de religion au quotidien La Croix pendant dix ans. Il a animé l'émission Midi moins 7 puis C'est aussi de l'info pour Le Jour du Seigneur sur France 2.
Ancien correspondant au Vatican, il est actuellement rédacteur en chef chargé des religions au quotidien Le Figaro. Il est consultant pour RTL et journaliste de l’émission L'Esprit des lettres (une émission sur les livres religieux) sur la chaîne de télévision catholique KTO.

## Filmographie
- Lucienne Sallé : Une femme au Vatican, avec Thibault Férié, Le Jour du Seigneur Edition, novembre 2014.  (EAN 3460850106920)
- Paul Poupard : Entre la raison et la foi, avec François Stuck (réalisateur), Production : CFRT/KTO/Zoulou Cie, Le Jour du Seigneur Edition, avril 2010, 52 min  (EAN 3460850106081)